# 지존파 사건
지존파 사건(至尊派 事件)은 대한민국의 폭력 조직 지존파의 두목 김기환 (당시 25세) 등 일당 7명이 1993년 7월부터 1994년 9월까지 5명을 연쇄 살인한 사건이다. 1993년 전라남도 함평군 대동면에서 부유층에 대한 증오를 행동으로 나타내자며 조직을 결성하였다. 1993년 7월 일당 6명은 충청남도 논산 두계역 (現 계룡역) 근처에서 최모양 (23세)을 윤간한 후 살해 암매장, 같은해 8월 조직원이던 송봉우도 살해 암매장했다. 전라남도 영광군 불갑면 금계리94에 김기환 집 지하실 아지트에 창살감옥과 사체를 은닉하기 위한 사체 소각시설을 갖추었다. 1994년 9월 경기도에서 이00-이모양, 소OO-박OO 부부를 납치 감금하였다가 가까스로 탈출한 이모양을 제외한 3명을 모두 살해하고 사체를 토막내어 인육을 먹는 등 9월 15일까지 엽기적인 연쇄 살인행각을 벌였다. 이들이 밝힌 범행 목적은 빈부격차와 부자들에 대한 증오였지만, 실제 피해자는 부유층이 아닌 평범한 서민들이었다. 1995년 11월 2일 두목 김기환 외 5명은 온보현과 함께 사형이 집행되었다.
당시 피해자로 납치되어 감금당했다 탈출한 피해자의 증언에 따르면 서울 경찰서 어디에서도 납치 살인 사건 접수를 받아주지 않아 결국 지인이 알고 있던 서초 경찰서 형사를 통해 사건을 접수하고 수사가 시작됐다고 한다. 연쇄 살인 집단을 신고해도 우리 관할이 아니니 다른곳으로 가라면서, 신경조차 쓰지 않던 대한민국 경찰의 무능한 민낯이 드러난 사건 중 하나였다.
실제로 대한민국 경찰이 범죄조직 소탕에 매우 소극적으로 대응한다는 사실을 국민들이 확인하면서 막가파, 영웅파 등 지존파를 모방한 범죄집단이 대량으로 결성되었다. 전두환, 노태우는 수많은 살인을 저지르고도 무죄인데 우리는 왜 유죄냐는 지존파의 말이 언론에 보도되어 논란이 일자 김영삼 정부는 즉시 사형을 집행하였다.

## 조직 결성 배경
지존파의 조직원들은 대부분 성장 환경과 교육 수준이 낮았고, 노동 현장을 전전하다가 살인 계획을 세워 의기투합하였다. 두목 김기환은 초등학교 6년 내내 우등상을 받았고 반장을 하기도 했지만, 집안 형편으로 인해 범죄의 길을 걷게 되었다. 
1993년 4월 이들의 진술에 의하면 이들은 오래전부터 야타족과 오렌지족, 부유층을 매우 증오하였고, 마침내 야타족과 오렌지족, 부유층들을 대상으로 살인을 계획하였다고 한다. 그리고 김기환이 학교 후배 강동은(22세)과 교도소 동기 문상록(23세) 등을 포섭하여 살인조직을 결성하게 되고 이들은 자신들의 조직을 그리스어로 야망을 뜻하는 "마스칸"이라고 붙였다고 한다(정작 그리스어에는 마스칸이라는 단어가 없다.아마도 아랍어로 집,거주지를 뜻하는 مسكن 마스컨을 착각한듯하다). 훗날 유명해진 지존파라는 이름은 이들을 검거한 고병천 수사과장이 조직원들과 합의 하에 지은 것이라고 한다.
1993년 4월  당시 이들의 강령은 아래와 같다.

1. 우리는 부자들을 증오한다.
2. 각자 10억씩을 모을 때까지 범행을 계속한다.
3. 배반자는 처형한다.
4. 여자는 어머니도 믿지 말라.

이들이 밝힌 범행 목적은 빈부격차와 부자들에 대한 증오였지만, 실제로는 전혀 그렇지 않았다. 충청남도 논산에서 윤간 후 살해된 첫 번째 피해자는 23세 은행원이었기 때문이다. 피해자 여성은 집도 가난했고, 아버지 병 치료를 위해 어린 나이에 공장을 다니는 불쌍한 여성이었다. 경기도 양평군에서 납치되어 살해된 이종원은 야간업소 밴드 마스터로 어려운 생활을 이어나갔다. 경기도 성남에서 납치되어 살해된 소OO 부부는 자수성가로 울산 온산공단에서 건실한 중소기업을 운영했으며, 빚을 내어 인수한 공장 문제로 인해 회사를 살리려던 평범한 사람들이었다. 
한편, 김현양은 검거된 후 (부자에 대한 살인을) 시작도 해보지 못하고 가는 게 한이 된다고 하였다.

## 경과
1993년 4월 전라남도 함평군 대동면의 포커판에서 두목 김기환(25세)은 학교 후배인 강동은(20세)과 김현양(21세), 강문섭(19세), 문상록(22세), 백병옥(19세), 송봉우(18세)와 함께 부유층에 대한 증오를 행동으로 나타내자는 데에 뜻을 같이하고 마스칸("야망"이란 뜻을 가진 희랍어, 후에 수사과정 중 지존파라는 이름이 경찰에 의해 붙여진다.)이라는 이름의 범죄집단을 조직했다. 이들은 ‘돈 있고 빽 있는 자의 것을 빼앗고 그들을 죽인다’는 행동강령을 만들어서 10억원을 모은다는 목표로 서울 강남의 현대백화점 고객명단을 입수하여 범행대상으로 삼았다. 1993년 5월부터 11월까지 범죄를 위한 도구와 아지트를 마련하기 위해 대전 둔산 신도시 건설 현장에서 막노동을 하며 자금을 모았다. 
1993년 7월 살인 연습을 위해서 충청남도 논산(현 계룡시)의 두계역(현 계룡역) 부근 다리 밑에서 혼자 걸어가던 23세 여성 최미자 양을 납치하여 차례로 강간하고 살해한 뒤 인근 야산에 암매장했다.
1993년 8월 전라남도 영광군에서 조직을 이탈한 송봉우를 살해한 후 암매장하였다.
1994년 5월 두목 김기환의 고향 집인 전라남도 영광군 불갑면 금계리 지하실 아지트에 창살감옥과 사체를 은닉하기 위한 사체 소각시설을 갖추었다.
1994년 6월 17일 두목 김기환이 전라남도 영광군 고향 선배의 조카인 중학교 1학년 여학생을 강간하여 징역 5년형 선고받고 광주교도소에 수감되었다. 두목을 잃은 지존파 일당은 강동은을 부두목으로 삼고 감방에서 김기환에게 모든 범죄 지시를 받은 뒤 본격적인 범행 활동을 개시하였다.
1994년 9월 8일 새벽 3시, 서울 강남구 역삼동 카페에서 종업원 생활을 하던 이선영(가명, 27세 여성)은 카페 밴드 마스터인 애인 이00(36세 남성)의 그랜저 승용차를 타고 경기도 양평군 양서면 양수리를 드라이브 하러 갔다가 지존파의 아지트로 납치되었다. 지존파 일당은 이들을 샅샅이 심문하고, 차례로 이선영을 성폭행했다. 조사 후 돈이 없다는 것을 알고 9일 이00을 살해하고, 10일 교통사고로 위장하여 전라북도 장수군에 시체를 유기했다. 김현양은 이선영을 살려주려 했던 것으로 보인다. 하지만 문상록은 반대를 하여 둘은 멱살을 잡고 싸웠다.
1994년 9월 13일 경기도 성남시에서 삼정기계(주) 사장 소OO (42세)-박OO 부부가 성묘 후 귀가하는 길에 지존파에게 납치되었다. 소OO 부부는 협박당해 돈 1억원을 빼앗겼다. 15일 이선영은 지존파에게 협박을 받아 소 OO에게 강제로 공기총을 쏘아 살해했다. 부인 박OO는 칼과 도끼로 살해당했다. 김현양은 박OO의 시체에서 인육을 도려내어 먹었다. 지존파는 소씨 부부의 사체를 소각했다.
1994년 9월 15일 김현양은 다이너마이트를 만지다가 실수하여 폭발이 일어났고 머리의 상처를 치료하기 위해 전라남도 영광군 영광종합병원으로 가면서 이선영과 동행했다. 그리고 치료를 받는 동안 핸드폰과 치료비에 쓰기 위해 가져간 돈 50만원을 이선영에게 맡겼다. 이선영은 김현양이 치료를 받는 동안 병원에서 뛰쳐나와 택시를 타고 달아났다. 이선영의 상태를 보고 택시기사는 무슨 일이 있냐고 물었고 이선영은 폭력배들에게 쫓기고 있다고 대답했다. 그러자 택시기사는 "영광에 있는 폭력배는 자신이 다 안다"고 말했다. 이선영은 택시기사도 지존파와 한패가 아닌가 하는 공포에 사로잡혀 근처의 포도밭에 내려달라고 했다. 이선영은 포도밭 주인에게 부탁하여 렌터카를 타고 대전으로 갔다. 범인들이 다시 쫓아올지 몰라 대전에서 택시로 바꿔타고 서울에 가서 서울서초경찰서에서 신고를 했다. 
1994년 9월 17일 조직원 보충을 위해 강동은의 애인이었던 이경숙을 조직에 가담시켰다. 1994년 9월 19일, 지존파 살인사건이 세상에 알려졌다.
1994년 9월 21일 서울서초경찰서는 전국을 무대로 납치살해 소각 암매장 등의 방법으로 증거를 인멸해가며 5명을 살해한 살인 범죄단인 지존파 일당 6명을 검거했다.
1994년 10월 31일 재판결과, 정상 참작된 이경숙을 제외한 지존파 일당 김기환(27세), 강동은(24세), 김현양(24세), 강문섭(22세), 문상록(25세), 백병옥(21세) 6명 전원에게 살인, 강도, 사체유기죄 등이 적용되어 사형이 선고되었고, 항소심과 상고심에서도 사형이 확정되었으며, 1995년 11월 2일 서울구치소에서 사형이 집행되었다. 이경숙은 징역 3년에 집행유예 4년을 받았고 1998년 석방되었다.
한편 검찰은 불가항력적으로 살인을 저지른 뒤 탈출하여 신고한 이선영은 기소하지 않고, 지방에 집과 직업을 마련해 주었다.

## 사건 분석
지존파 일당이 검거된 일을 국가기록원에서는 다음과 같이 표기하고 있다. 이 사건에서 그들에게 인질로 잡혀있던 이모씨의 목숨을 건 탈출과 제보가 있었기 때문이다. 1994년 6월 두목 김기환이 10대 소녀를 성폭행한 혐의로 00경찰서 형사들에게 검거되었는데, 00경찰서를 다이너마이트로 폭파하여 보복하겠다는 생각으로 이를 계획하다가 일당 김현양이 손을 다치자 범인들은 이모씨에게 김현양을 병원에 데려가 치료받도록 했다. 이모씨는 이 틈을 타 도주하여 서울 서초경찰서 형사계에 신고를 하였다. 경찰은 피해자 이모씨로부터 탈출 시 가지고 온 범인들의 휴대폰과 메시지에 적힌 전화번호 등으로 아지트의 위치를 확인하여 일당 6명을 검거하였다. 체포되었을 때까지 반성이 없었으며, 살인의 이유를 불평등한 사회 모순이라며 사회로 돌리고 자신들의 가치 전도 현상을 정당화하려 했다. 하지만 체포 직후에는 회개하는 모습을 보이며 진술에도 협조적인 태도를 보였다는 주장도 있다. 두목 김기환은 사형 선고를 받고 "전두환, 노태우는 무죄인데 나는 왜 유죄야"라며 궤변을 늘어놓았다.
표창원 경찰대 교수는 2006년 8월 주간경향과의 인터뷰에서 지존파, 온보현, 유영철 등의 연쇄살인범들의 배경에는 뒤틀린 심리상태, 성장과정의 문제, 사회적 불만 등이 있다고 지적하였다. 표 교수는 이들이 자신들의 실패와 좌절을 사회 탓으로 돌리면서, 사회가 부패했으니 범죄를 저질러 썩은 사회를 단죄하려 했다는 식의 공통적인 자기 합리화를 하는 경향이 있다고 분석하였다.

## 지존파 사건으로 피해를 본 드라마
- SBS 드라마 《작별》은 불륜 등 비정상적인 인간관계에 중점을 뒀다는 비판을 받았으며 1994년 9월 26일 방영분에서 식칼까지 등장하는 폭력장면을 다루어 시청자들의 항의를 받았다.[5]
- SBS 드라마 《사랑은 없다》가 폭력을 묘사하거나 비속어를 남발하는 장면을 자주 내보냈다.[6]

## 같이 보기
- 전라남도 영광군
- 온보현
- 강호순
- 유영철
- 김대두
- 정두영
- 정남규
- 사이코패스